# Storyteller
Storyteller #1 er en udgivelse af Lars Lilholt Band. Udgivelsen indeholder liveoptagelser fra den 21. og 22. september 2006 på Horsens Ny Teater.
Udgivelsen indeholder 3 CD'er og 1 DVD og er udgivet af Rec Art 9. november 2006.
Albummet blev nomineret til "Årets danske album" ved DMA Folk i 2006. Lars Lilholt selv blev nomineret til "Årets danske vokalist" og "Årets danske sangskriver".

## Nummerlister

### DVD
1. "Høstfesten"
2. "For længe, længe siden"
3. "Lilly fra Løkken"
4. "Kære Øjeblik"
5. "Over en gyngende grund"
6. "Digteren"
7. "Jeg vil være stjerne"
8. "Bag Mariekirkens tårn"
9. "Flyv endelig højere"
10. "Hvidsten kro"
11. "I regnbuens rige"
12. "Den herreløse hund"
13. "Solen er så rød mor"
14. "Fedtmule og Mickey Mouse"
15. "Rosen min"
16. "Ovre bag ved Egholm"
17. "Dansen går"
18. "Hvor går vi hen , når vi går"
19. "Gi´ det blå tilbage"
20. "Kald det kærlighed"
21. "Held og lykke"

### CD 1
1. "Høstfesten
2. "For længe, længe siden"
3. "Lilly fra Løkken"
4. "Kære Øjeblik"
5. "Digteren"
6. "Over en gyngende grund"
7. "Jeg vil være stjerne"
8. "Bag Mariekirkens tårn"
9. "Flyv endelig højere"
10. "Hvidsten kro"

### CD 2
1. "I regnbuens rige"
2. 2Den herreløse hund"
3. "Solen er så rød mor"
4. "Fedtmule og Mickey Mouse"
5. "Rosen min"
6. "Ovre bag ved Egholm"
7. "Dansen går"
8. "Hvor går vi hen , når vi går"
9. "Gi´ det blå tilbage2
10. "Kald det kærlighed"
11. "Held og lykke"

### CD 3 (Lyt i din dyt)
1. "For længe, længe siden"
2. "Lilly fra Løkken"
3. "Kære Øjeblik"
4. "Digteren"
5. "Over en gyngende grund"
6. "Jeg vil være stjerne"
7. "Bag Mariekirkens tårn"
8. "Flyv endelig højere"
9. "I regnbuens rige"
10. "Den herreløse hund"
11. "Solen er så rød mor"
12. "Fedtmule og Mickey Mouse"
13. "Rosen min"
14. "Ovre bag ved Egholm"
15. "Hvor går vi hen, når vi går"
16. "Held og lykke"

## Musikere
- Lars Lilholt (Guitar, Sang)
- Eskild Dohn (Guitar, Blæseinstrumenter, Kor)
- Klaus Thrane (Slagtøj)
- Tom Bilde (Bas, Ukulele, Mandolin, Kor)
- Gert Vincent (El-Guitar, Guitar, Bas, Banjo, Bouzouki, kor)
- Hc Röder Jessen (Hammond B3, klaver, bas, harmonika, kor)